# خاویر گریلو مارکسواخ
خاویر گریلو مارکسواخ (انگلیسی: Javier Grillo-Marxuach؛ زادهٔ ۱ ژانویهٔ ۱۹۶۹) فیلم‌نامه‌نویس، تهیه‌کننده فیلم و تهیه‌کننده تلویزیونی اهل ایالات متحده آمریکا است.
وی همچنین برندهٔ جوایزی همچون جایزه انجمن نویسندگان آمریکا شده‌است.